# رابین شرمن
رابین شرمن (انگلیسی: Robin Sharman؛ زادهٔ ۸ دسامبر ۱۹۷۹) دوچرخه‌سوار اهل بریتانیا است.